# Сос Еремос (Нуоро)
Сос Еремос је насеље у Италији у округу Нуоро, региону Сардинија.
Према процени из 2011. у насељу је живело 65 становника. Насеље се налази на надморској висини од 416 м.